# Attentat de Kano du 18 mars 2013
L'attentat de Kano est commis le 18 mars 2013 à Kano pendant l'insurrection de Boko Haram.

## Déroulement
L'attentat est commis dans une gare routière dans le à Sabon Gari, quartier de Kano peuplé majoritairement de chrétiens. Deux kamikazes lancent leur voiture piégée. 5 bus sont détruits par l'explosion. Selon Magaji Majia, porte-parole de la police : « Deux kamikazes ont lancé leur véhicule piégé contre un car de luxe rempli de passagers sur le point de partir vers le sud du pays. L'explosion a embrasé cinq bus au total et les passagers qui attendaient de monter à bord ». 41 personnes sont tuées et 65 blessées selon les hôpitaux Aminu Kano et Murtala Mohammed,.